# Рентгеноконтрастний препарат

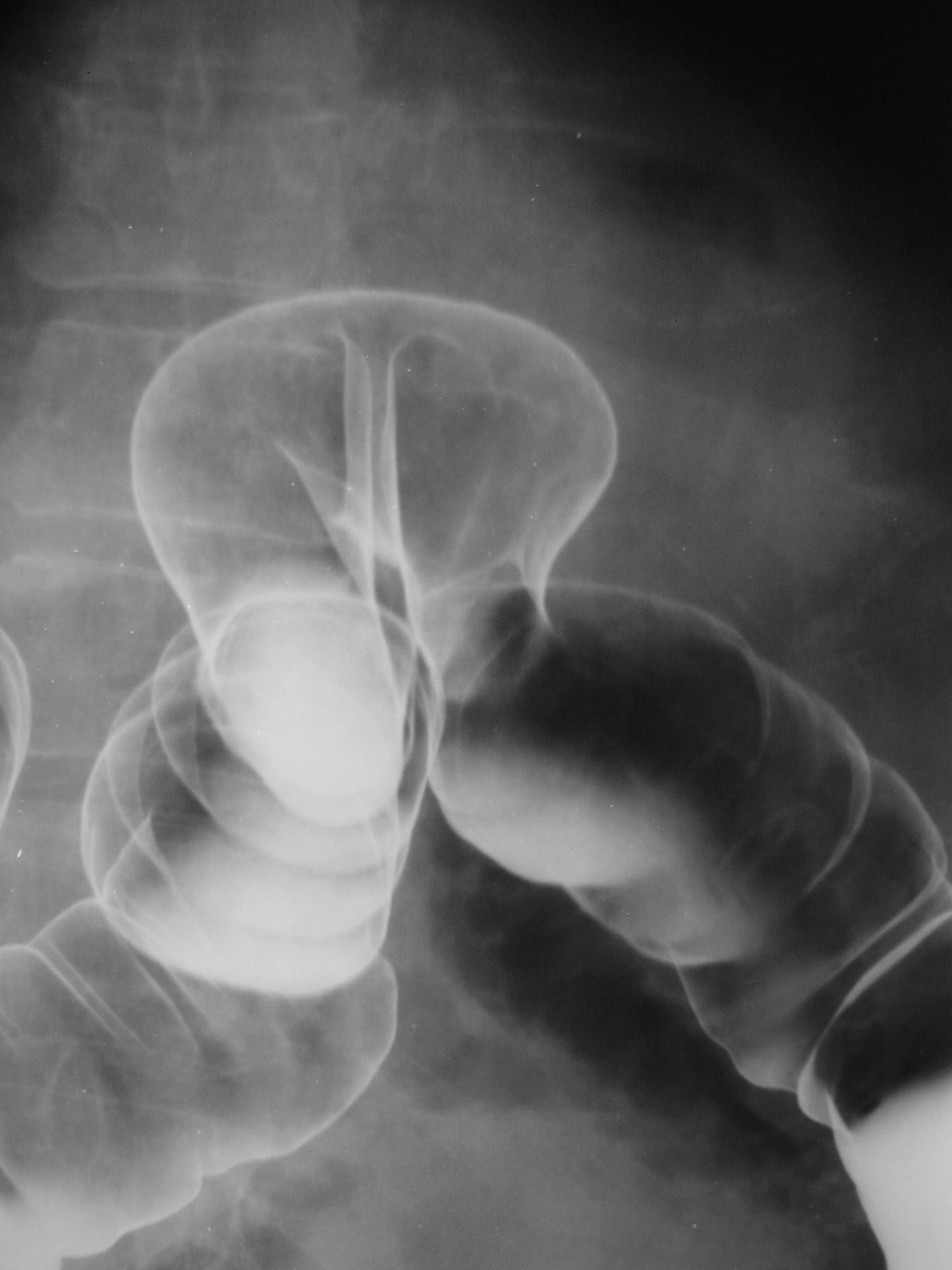
Приклад іригоскопія з подвійним контрастуванням

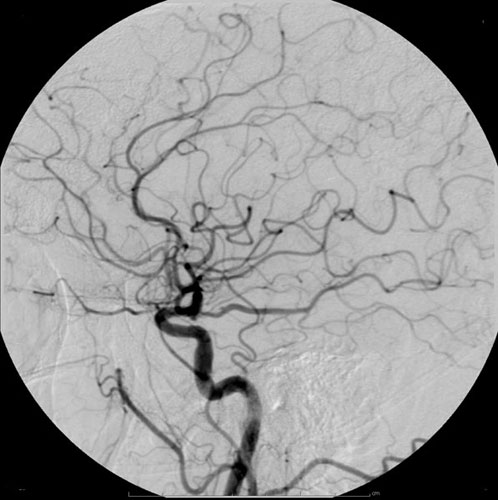
Приклад церебральна ангіографія ангіографії

Рентгеноконтрастні препарати — використовувані в рентгенодіагностиці контрастні речовини. Застосовуються для поліпшення візуалізації внутрішніх органів і анатомічних структур при променевих методах дослідження (рентгенівської комп'ютерної томографії та рентгенографії). Рентгенопозитивні препарати, що використовуються в більшості випадків, як правило, містять йод або барій. Як рентгенонегативні контрастні речовини застосовуються повітря, закис азоту, вуглекислий газ. Рентгенопозитивні препарати містять важкі хімічні елементи, оскільки чим більше атомний номер елемента, тим сильніше він поглинає рентгенівське випромінювання.
Контрастне посилення при магнітно-резонансній томографії засноване на інших фізичних принципах, в зв'язку з чим при МРТ-дослідженні використовуються контрастні препарати з принципово іншим складом.

## Види препаратів та їх застосування
Рентгеноконтрастні речовини діляться на групи в залежності від їх складу і цілей застосування.

### Препарати для контрастування шлунково-кишкового тракту
Сульфат барію, нерозчинний у воді білий порошок, використовується для посилення контрастності візуалізації органів шлунково-кишкового тракту. Залежно від способу і цілей введення, сульфат барію змішують з водою, з загущувачами і ароматизаторами. У зв'язку з тим, що ця речовина нерозчинна в воді, готовий контрастний препарат являє собою непрозору білу суміш. Використовується для перорального застосування або введення за допомогою клізми. Виводиться з організму з фекаліями.

### Препарати для парентерального застосування
Сучасні контрастні препарати для внутрішньовенного введення зазвичай містять йод. Розрізняють йонні та нейонні контрастні препарати. Спочатку були розроблені йонні йодовмісні контрастні препарати, які в даний час все ще використовуються в рентгенодіагностиці. У нейонних контрастних препаратах йод пов'язаний ковалентними зв'язками, що помітно знижує ризик ускладнень. Має значення осмолярність контрастного препарату і концентрація в ньому йоду.
До йодовмісних речовин для парентерального контрастного посилення використовувався торотраст, заснований на діоксиді торію, проте від його застосування відмовилися у зв'язку з побічними діями, зокрема через те, що торій є радіоактивним елементом.

### У стоматології
Частина застосовуваних в стоматології пломбувальних матеріалів — рентгеноконтрастні, завдяки чому можна контролювати якість постановки пломб. Як приклад можна привести канасон.